# Вилдберг (Шварцвалд)
Вилдберг (њем. Wildberg) град је у њемачкој савезној држави Баден-Виртемберг. Једно је од 25 општинских средишта округа Калв. Према процјени из 2010. у граду је живјело 9.974 становника. Посједује регионалну шифру (AGS) 8235080.

## Географски и демографски подаци
Вилдберг се налази у савезној држави Баден-Виртемберг у округу Калв. Град се налази на надморској висини од 395 метара. Површина општине износи 56,7 km². У самом граду је, према процјени из 2010. године, живјело 9.974 становника. Просјечна густина становништва износи 176 становника/km².